# Lardaro
Lardaro é uma comuna italiana da região do Trentino-Alto Ádige, província de Trento, com cerca de 184 habitantes. Estende-se por uma área de 10 km², tendo uma densidade populacional de 18 hab/km². Faz fronteira com Daone, Tione di Trento, Roncone, Praso, Pieve di Bono.